# Mars (Schifffahrt)

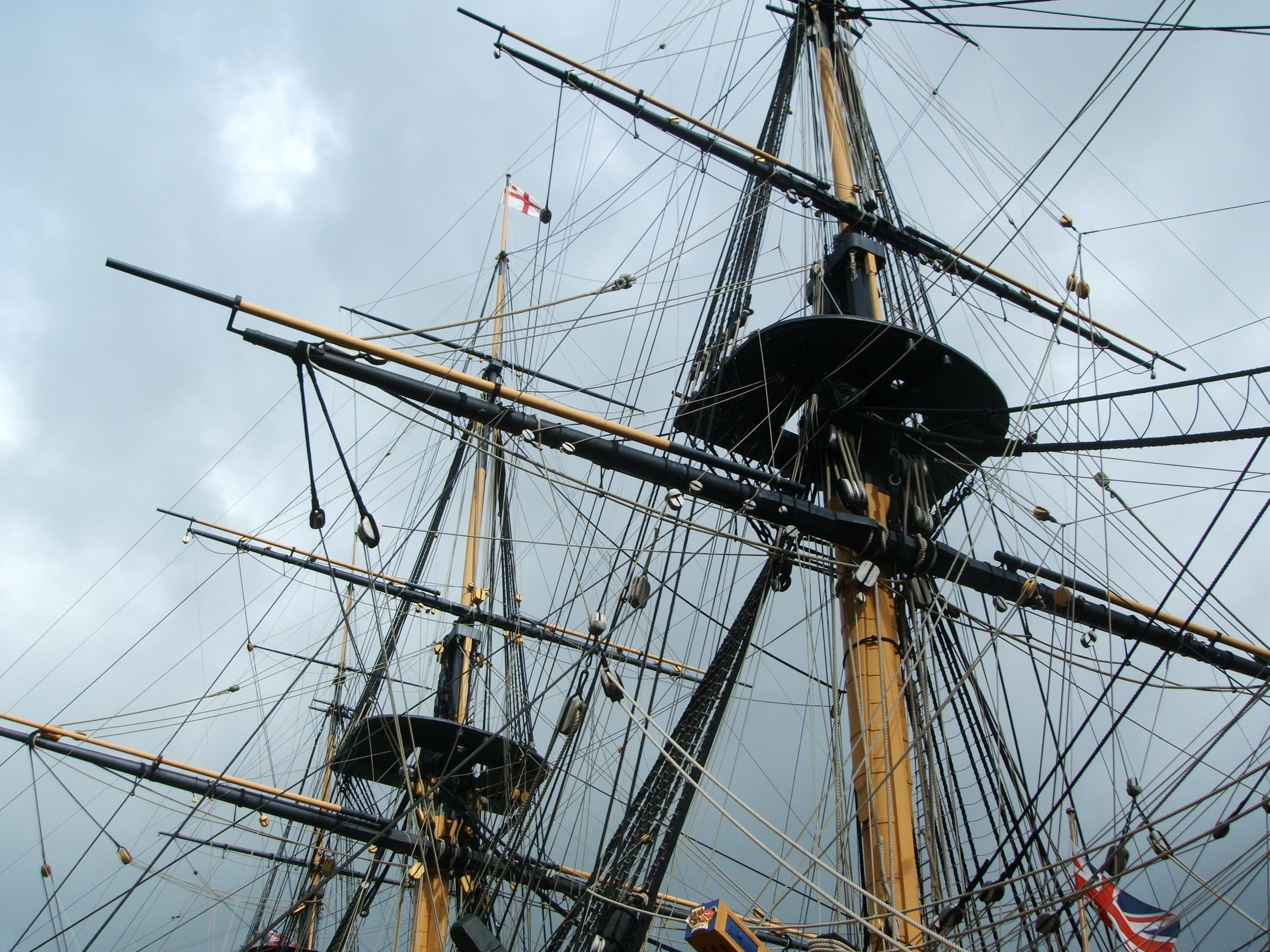
Die Marsen der Victory. Die Seiten der Plattformen und der hintere Teil sind geradlinig; das vordere Drittel hingegen ist abgerundet

Als Mars (die Mars, Plural die Marsen; auch der Mars, Plural die Marse) wird auf Segelschiffen die erste über dem Untermast angebrachte Plattform bezeichnet. Nach der Mars werden auch die Marssegel und entsprechende Teile der Takelage bezeichnet, zum Beispiel die Mars-Saling. Im Englischen wird die Mars top oder fighting top genannt.

## Funktionen

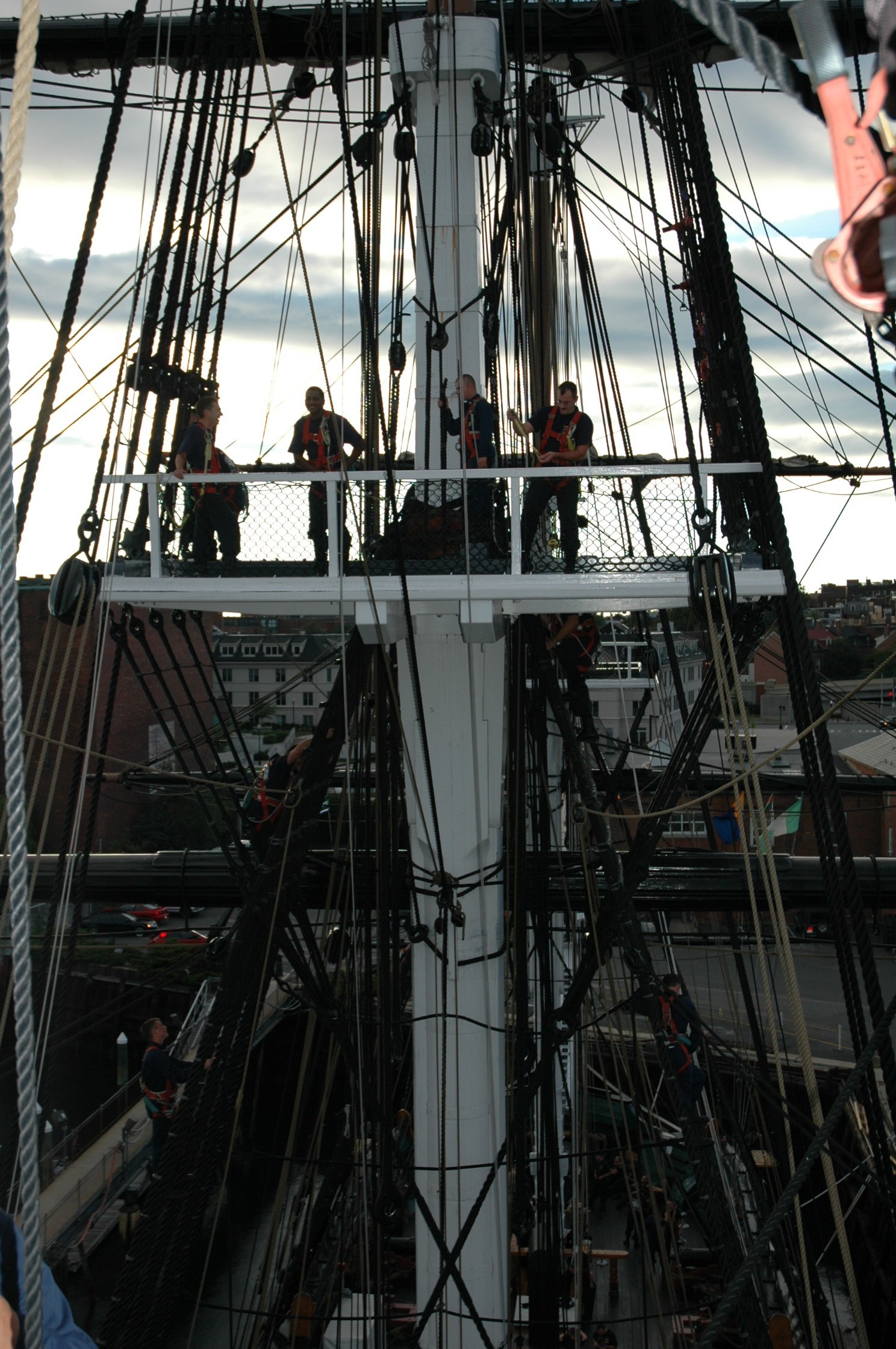
Fighting top des Großmastes auf der Constitution

### Militärische Funktion
An den unteren Teilen eines Mastes wurden an größeren Segelschiffen Plattformen angebracht, die ursprünglich eine militärische Funktion hatten: Die Entwicklung dieser Plattformen (Marsen) ist auf die Entstehungsgeschichte der Schiffskastelle zurückzuführen, da man von diesen aus vorzugsweise aus erhöhter Position gegnerische Schiffe und Besatzungen bekämpfen konnte. So konnten von hier aus Speere, Steine, Pfeile und andere Geschosse geworfen, abgeschossen oder geschleudert werden. Später wurden auf Marsen auch Musketen und Gewehre abgefeuert. Darüber hinaus konnten die Marsen auch als Aussichtsplattformen genutzt werden, da man von hier aus eine gute Rundumsicht hatte.
Die Mars ist im 18. Jahrhundert auch als Soldatenplattform bezeichnet worden, da hier an Bord befindliche spezielle Soldaten, die nicht der eigentlichen Seemannschaft angehörten, während eines Gefechtes platziert wurden, um in ihrer Eigenschaft als zum Beispiel Scharfschützen gezielten Einfluss auf ein Gefecht nehmen zu können. Diese Marineinfanteristen gehörten ursprünglich nicht zur Marine, sondern zum Heer, und trugen meist dessen Uniform (Beispiel England bzw. Großbritannien: Marineuniform blau, Heeresuniform rot).
Als berühmtes Beispiel für die Bedeutung der Soldatenplattform kann die Seeschlacht von Trafalgar angeführt werden, in deren Verlauf ein französischer Soldat von einer Mars des französischen Linienschiffs Redoutable aus den gegnerischen britischen Befehlshaber, Lord Nelson, tödlich verletzte.

### Weitere Funktionen
Unterhalb dieser Plattformen waren oftmals die Püttingswanten und der Hauptstag befestigt. Darüber hinaus wurden auch die unteren Wanten auf Höhe der Marsen aufgenommen und über das Salingkissen (ein aus Weichholz bestehendes Funktionsholz, das den bewegungsbedingten Abrieb der Wanten verhindern sollte) geführt. Des Weiteren waren die oberen Wanten an den seitlichen Plattformrändern befestigt. Somit waren die Marsen für die Bedienmannschaften des Schiffes auch idealer Ausgangspunkt am Mast, um von hier aus Aktionen zum Takeln und Segelsetzen zu beginnen.

## Konstruktionsgeschichte

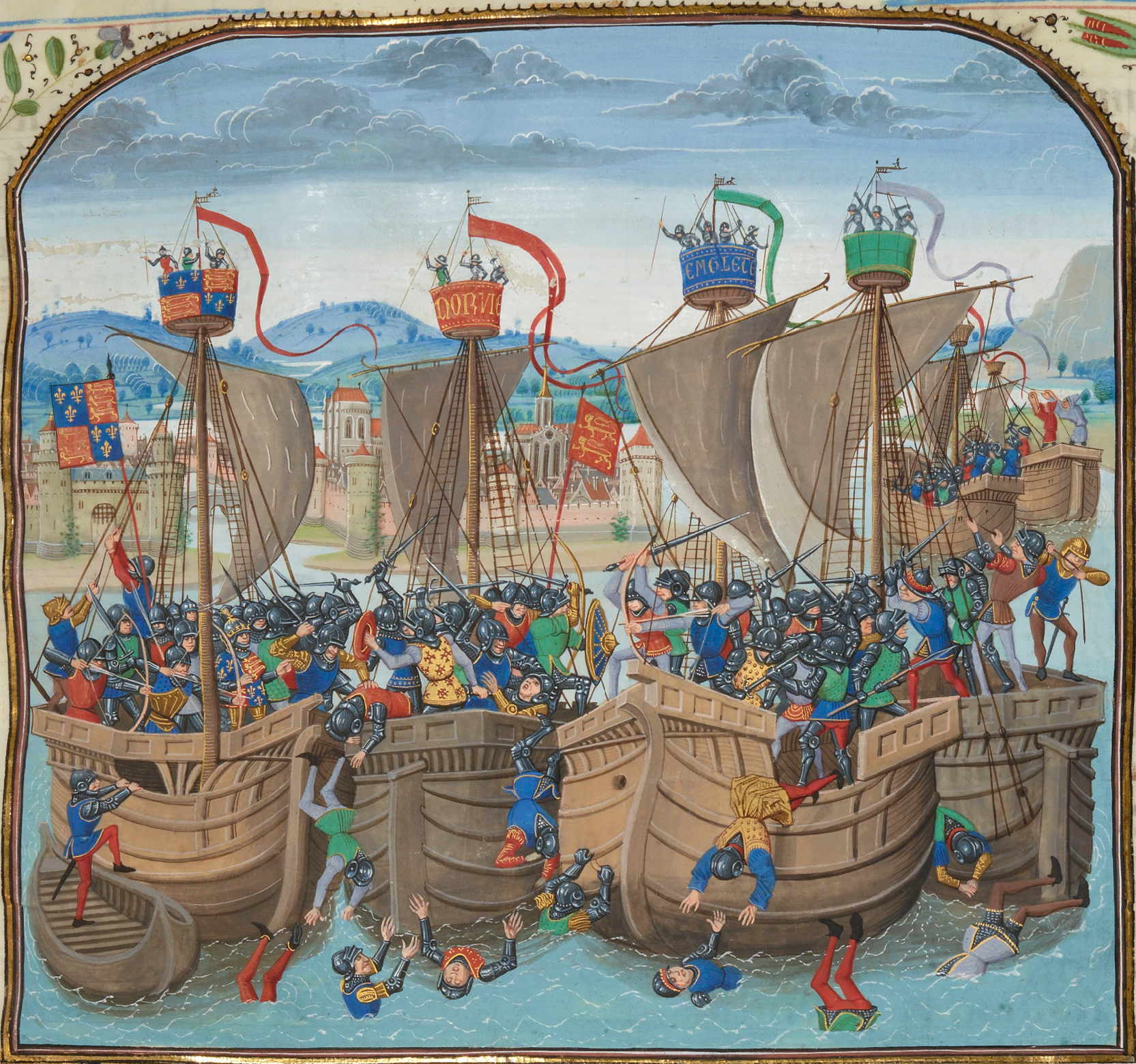
Beispiel für Marsen des 15. Jahrhunderts; Buchmalerei in den Chroniques des französischen Geschichtsschreibers Jean Froissart

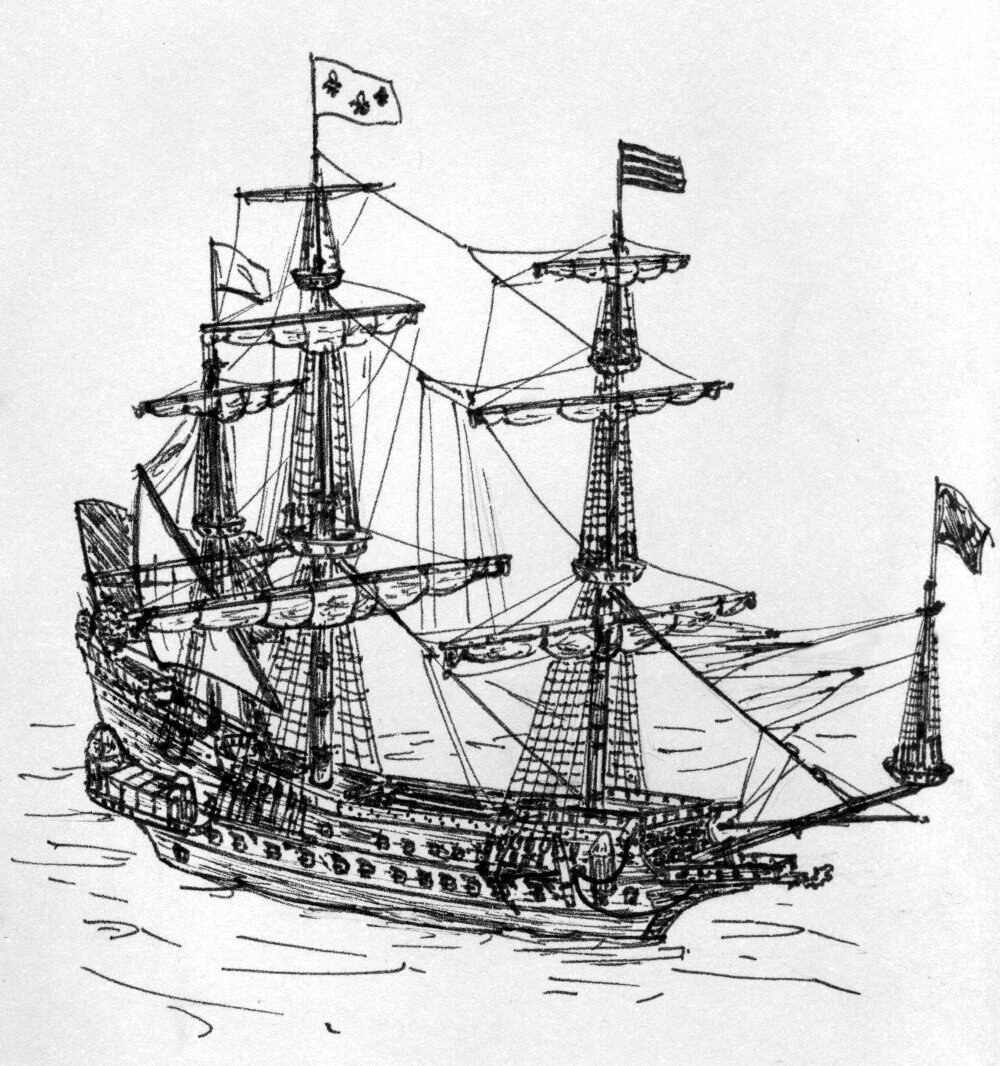
Die französische La Couronne (1636) war mit Marsen auf allen Salingen ausgestattet. Das Schiff hatte am Bugspriet sogar einen Sprietmast, der ebenfalls eine Mars trug.

Marsen waren vom 13. bis zum 16. Jahrhundert rund konstruiert und mit einer hohen Brüstung ausgestattet, weshalb man auch von Mastkörben oder Krähennestern sprach. Diese damals bunt verzierten Körbe bestanden aus stabilen Holzbrettbalustraden, die zum Teil in gitterförmiger Anordnung zusammengesetzt waren und von einem geländerartigen Ringholz gekrönt waren. Die Konstruktionsformen veränderten sich im Laufe der Jahrhunderte: Abgesehen vom Wegfall des bunten Anstriches, der später (etwa von Mitte des 17. Jahrhunderts an) generell einem Schwarzanstrich wich, verringerte sich ab Mitte des 16. Jahrhunderts immer mehr die Höhe der Balustraden, bis diese gegen Ende des 17. Jahrhunderts nur noch aus einem ringförmigen Rudiment bestanden.
Der Boden dieser Mars-Konstruktionen bestand in der Regel aus zwei Lagen übereinander montierter dicker Bretter, die eine Öffnung, nämlich das Soldatengatt hatten. Über dieses Gatt konnten Soldaten wie auch Seemannschaften auf die Plattformen gelangen.
Die Ausrichtung der Bodenbretter war im Laufe der Zeiten unterschiedlich: Im Mittelalter waren die Plattformen parallel zur Wasserlinie ausgerichtet. Etwa ab 1510 bis 1640 orientierten sich die Schiffbauer dann offenbar parallel zum Deckssprung, bis man Marsen um 1640 herum wieder mehrheitlich parallel zur Wasserlinie konzipierte.
Marsen waren bis zur ersten Hälfte des 17. Jahrhunderts auf allen Salingen installiert. Es gab sie also in Höhe der
- Marsmast-
- Brammast-
- Royalmast- und
- Sprietmastsalinge.

Sprietmasten verschwanden jedoch um 1720 von den meisten Segelschiffen, so dass die damaligen Schiffbauer spätestens ab der zweiten Hälfte des 17. Jahrhunderts die Anzahl der Marsen auf die Positionen der Marsmastsalinge reduzierten.
Anfang des 18. Jahrhunderts wurden die kreisrunden Marsen dann modifiziert, indem die hinterste Kante abgeflacht wurde. Die Modifikationen wurden erweitert, so dass bis Mitte des 18. Jahrhunderts beide seitlichen Bereiche ebenfalls begradigt wurden und nur die Vorderseite noch rundliche Form besaß.
Mitte des 19. Jahrhunderts verloren Segelschiffe dank der rasanten Entwicklung von Dampfschiffen – insbesondere auf dem Marinesektor – immer mehr an Bedeutung, so dass weitere Entwicklungsformen der Marsen grundsätzlich vernachlässigt werden konnten: Dampfschiffe konnten ohne Segel fahren – Besegelungen und Masten wurden somit obsolet.